# Набинагар
Набинагар (бенг. নবীনগর, англ. Nabinagar) — город на востоке Бангладеш, административный центр одноимённого подокруга. Площадь города равна 8,28 км². По данным переписи 2001 года, в городе проживало 40 777 человек, из которых мужчины составляли 49,81 %, женщины — соответственно 50,19 %. Плотность населения равнялась 4925 чел. на 1 км². Уровень грамотности населения составлял 45,9 % (при среднем по Бангладеш показателе 43,1 %). 